# Signigobius biocellatus
Signigobius biocellatus és una espècie de peix de la família dels gòbids i de l'ordre dels perciformes.

## Morfologia
- Els mascles poden assolir 10 cm de longitud total.[3][4]

## Reproducció
És monògam.

## Alimentació
Menja invertebrats.

## Hàbitat
És un peix marí, de clima tropical (22 °C-27 °C) i associat als esculls de corall que viu entre 1-30 m de fondària.

## Distribució geogràfica
Es troba al Pacífic occidental: des de les Filipines fins a Salomó, Vanuatu, el sud de la Gran Barrera de Corall i Palau (la Micronèsia).

## Observacions
És inofensiu per als humans.